# Nasz Czas
Nasz Czas – polski tygodnik społeczno-polityczny wydawany w latach 2001–2007 w Wilnie, ukazujący się na Litwie, Łotwie i w Estonii.
Nasz Czas powstał z połączenia tygodnika „Nasza Gazeta” (Litwa) oraz miesięczników „Nasza Polonia” (Estonia) i „Łatgalia” (Łotwa).
Jak podaje redakcja, jest to Tygodnik o charakterze społecznym, mający między innymi za zadanie integrację Polaków w tym regionie. Jest on jednocześnie źródłem informacji o polskich mniejszościach narodowych w krajach bałtyckich.
Projektowi patronuje Senat RP i Fundacja Pomoc Polakom na Wschodzie.
Redakcja:
- Ryszard Maciejkianiec – redaktor naczelny
- Lila Maksimowicz – dyrektor komercyjny
- Maryna Bieniasz – redaktor działu estońskiego
- Włodzimierz Pujsza – redaktor działu łotewskiego
- Anatol Niechaj – redaktor działu sanktpetersburskiego
- Aleksander Adamkowicz – redaktor działu białoruskiego

Pismo ukazało się po raz ostatni 14 czerwca 2007 roku w wersji papierowej, do tego czasu ukazało się 700 numerów. Po wydaniu tego numeru dalszą działalność redakcja prowadzi w formie elektronicznej pod nazwą Głos z Litwy – Pogon.lt.